# 奥托商业楼
36°03′56.3″N 120°18′48.7″E / 36.065639°N 120.313528°E
奥托商业楼是青岛老城区一座已不存在的商业建筑，原址位于中国山东省青岛市市南区中山路42号（含44号）、中山路湖北路路口西北角处，建于1912年，1949年后长期被邮政机构作为营业厅使用，因此常被称为“中山路邮局”、“中山路邮电局”，1992年因建设百盛大厦被拆除。

## 历史

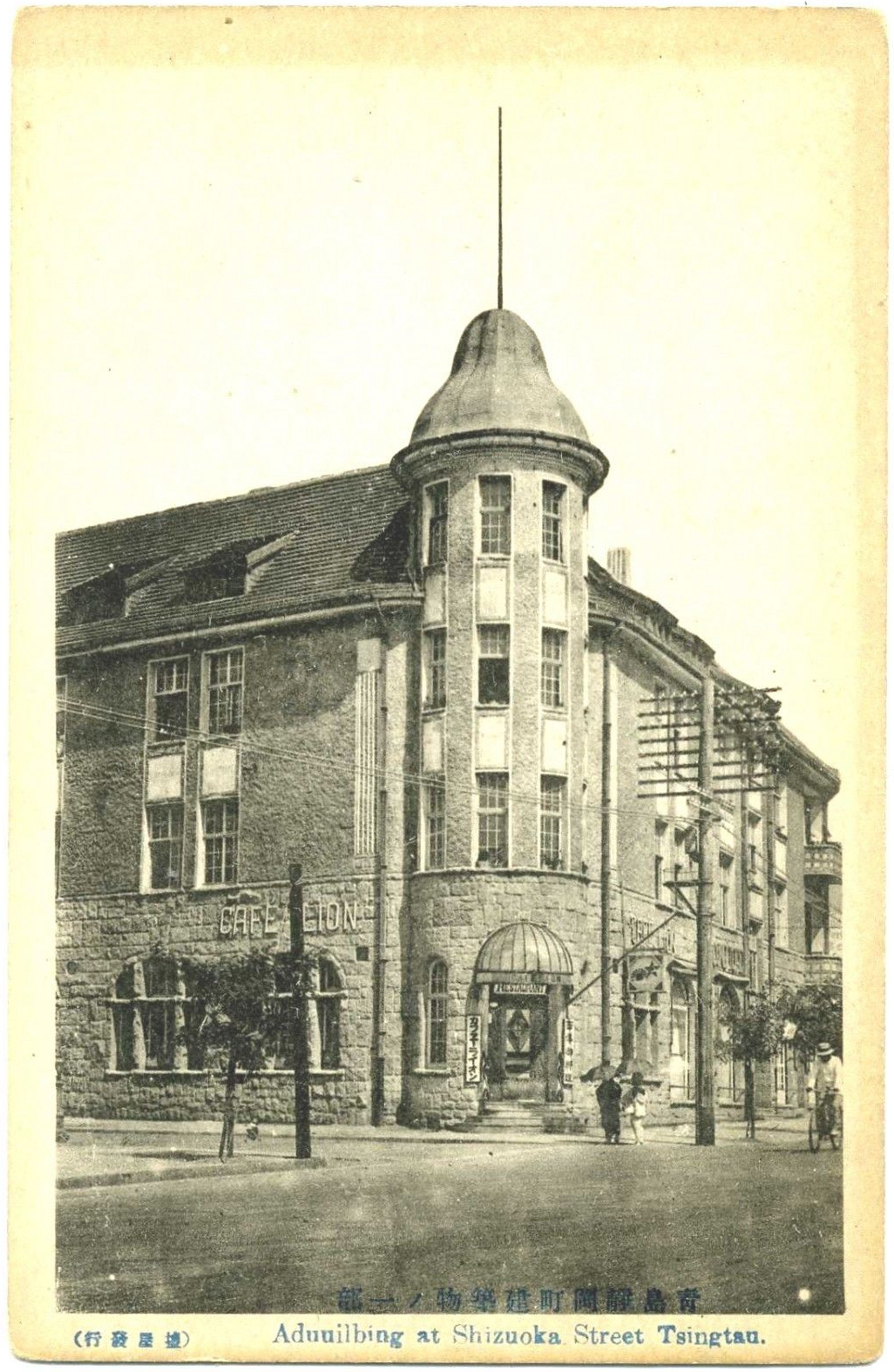
原奥托商业楼，1910年代第一次日占时期

德国籍面包师君特·奥托（德語：Günther Otho）原为霍亨索伦街（Hohenzollernstraße，今兰山路）哈利洋行青岛分行的面包糕点师。1908年，奥托离开哈利洋行。1912年，奥托在弗里德里希街（Friedrichstraße，今中山路南段）皇太子街（Kronprinzenstraße，今湖北路）路口购地并建设自己的店铺兼住宅，与兄弟阿尔敏·奥托（Armin Otho）在此开设了皇太子咖啡馆（Café Kronprinz）。1914年8月青岛战役爆发后，奥托应召入伍，其商业楼遭日军轰炸受损。同年11月日军占领青岛后，奥托作为战俘被押往日本。其地产被日军没收售卖。该楼此后曾为日本人小林弘太郎开设的一家高等洋酒吧。
1920年后，原奥托商业楼曾短暂成为德国人曼德勒开办的门德来西菜咖啡馆（Café Mändler）。后来，德国人阿图尔·弗劳塞尔（Arthur Flössel）在此开设了弗劳塞尔咖啡馆（Café Flössel，中文名为“德国面包房”）。弗劳塞尔1914年到青岛谋生，最初在奥托的咖啡馆打工，青岛战役期间未参军。弗劳塞尔咖啡馆在当时的青岛曾享有一定声誉。学者鲁海称咖啡馆自设小型啤酒机，可自主生产啤酒，因此受到顾客青睐。据出生于青岛的波恩大学教授马维立回忆，他童年时很喜欢去弗劳塞尔咖啡馆喝带炼乳的巧克力。曾在青岛国立山东大学任教的梁实秋后来在文章《忆青岛》中重点叙述了弗劳塞尔咖啡馆：
|                      | 青岛好吃的东西很多。牛肉最好，销行国内外。德国人佛劳塞尔在中山路开一餐馆，所制牛排我认为是国内第一。厚厚大大的一块牛排，煎得外焦里嫩，切开之后里面微有血丝。牛排上面覆以一枚嫩嫩的荷包蛋，外加几根炸番薯。这样的一分牛排，要两元钱，佐以生啤酒一大杯，依稀可以领略樊哙饮酒切肉之豪兴。内行人说，食牛肉要在星期三四，因为周末屠宰，牛肉筋脉尚生硬，冷藏数日则软硬恰到好处。佛劳塞尔店主善饮，我在一餐之间看他在酒桶之前走来走去，每经酒桶即取饮一杯，不下七八杯之数，无怪他大腹便便，如酒桶然。这是五十年前旧话，如今这个餐馆原址闻已变成邮局，佛劳塞尔如果尚在人间当在百龄以上。 |
| ——梁实秋，《忆青岛》 | |

弗劳塞尔咖啡馆关闭的时间各方说法不一，马维立回忆原奥托商业楼直至1949年仍为德国人开办的咖啡馆，鲁海称弗劳塞尔咖啡馆关闭于二战结束后，而一些资料显示1938至1940年间胶澳电汽公司拟办青岛电车，曾在该楼挂出青岛电车筹备处的招牌，但未实现，学者李明据此猜测弗劳塞尔咖啡馆可能1930年代末即已关闭。
1947年，邮政储金汇业局青岛分局购买该楼作为局址。1949年6月2日，中国人民解放军青岛市军事管制委员会邮电部接管青岛一等邮局、青岛电信局、邮政储金汇业局青岛分局，并于8月将储汇局并入邮局，原奥托商业楼改为邮局。1951年8月1日，邮局与电信局合并为青岛邮电局，办公地址设于原奥托商业楼，1958年1月迁至堂邑路青岛邮便局旧址，原楼腾出1927平方米改为邮电局宿舍。奥托商业楼旧址一楼此后长期为邮电局营业厅，以其邮局身份及别致的造型在20世纪后半叶青岛市民记忆中占有重要地位。1992年，为建设百盛大厦，包括该楼在内的该街区历史建筑全部被拆除。

## 建筑特色
奥托商业楼位于中山路湖北路西北角，砖石木结构，楼高三层，建筑面积3192平方米，地下室608平方米。临街面一楼外墙以花岗岩粗石覆盖，开有较大的拱窗，街角处起标志性的圆顶塔楼。主入口设于街角底部，东立面另设有三处入口，南立面西端一处入口。二、三层墙面仅以纵向线条装饰，东立面北端设有两处阳台，屋顶敷设红瓦。店铺设于一楼，开阔而光线充足，地下室用于烤制面包。

## 图集
- 1910年代的湖北路与奥托商业楼
- 在轰炸中受损的奥托商业楼
- 弗劳塞尔咖啡馆
- 原奥托商业楼门前的交警，左侧远处可见胶澳警察公署旧址的钟楼，1948年
- 奥托商业楼原址现状，2012年